# La Bamba (film)
La Bamba is een Amerikaans filmdrama uit 1987 van Luis Valdez. De film is een muzikaal drama over het leven van Ritchie Valens en toont diens opkomst van nederige chicano tot hitmaker en het abrupte einde van zijn carrière. De gelijknamige titelsong werd uitgevoerd door de Amerikaanse band Los Lobos en de soundtrack van La Bamba bevat composities van de Mexicaanse gitarist Carlos Santana.

## Verhaal (samenvatting)
Ricardo Valenzuela (Phillips) is een Amerikaanse tiener van Mexicaanse afkomst uit een arm gezin met een talent voor muziek. Met zijn talent start hij in de jaren vijftig van de twintigste eeuw een muzikale carrière op als zanger/songschrijver/gitarist onder de artiestennaam Ritchie Valens. Na een contract te hebben ondertekend bij de platenmaatschappij Del-Fi Records, bereikt Valens de hitlijsten in zijn geboorteland met drie songs, waaronder het Spaanstalige lied "La Bamba" en de romantische ballad "Donna" die hij voor zijn blanke vriendin Donna (Von Zerneck) schreef. Vervolgens trekt hij in de winter van 1959 samen met Buddy Holly (Crenshaw) en The Big Bopper (Lee) door de Verenigde Staten met de tournee Winter Dance Party. Als er in februari van dat jaar het vliegtuig dat deelnemers aan de tournee vervoert in dat jaar verongelukt, komen naast Ritchie Valens ook Buddy Holly en The Big Bopper op jonge leeftijd om het leven.

## Rolverdeling
| Acteur               | Personage         |
| -------------------- | ----------------- |
| Lou Diamond Phillips | Ritchie Valens    |
| Rosana de Soto       | Connie Valenzuela |
| Esai Morales         | Bob Morales       |
| Elizabeth Penã       | Rosie Morales     |
| Danielle von Zerneck | Donna Ludwig      |
| Marshall Crenshaw    | Buddy Holly       |
| Stephen Lee          | The Big Bopper    |
| Brian Setzer         | Eddie Cochran     |